# 黄浩涛
黄浩涛（1957年12月—），男，江苏邳州人，中华人民共和国政治人物，曾任中共中央党校副校长。现任第十三届全国政协委员，中共十八大、十九大代表。